# Cerchiorosso
Cerchiorosso (conosciuto anche come I libri dell'avventura) è una collana edita dalla Arnoldo Mondadori Editore che raccoglie romanzi dedicati all'avventura.
La prima uscita è del 20 ottobre 1978. Dopo 18 numeri, nel 1980 la collana cambia veste grafica ed adotta il nome "I libri dell'avventura"; dopo altri venti numeri, nel febbraio 1982, la testata viene chiusa.

## Elenco titoli

### Prima serie
| N. | Titolo                             | Autore                          | Titolo originale             | Anno | Pubblicazione     |
| -- | ---------------------------------- | ------------------------------- | ---------------------------- | ---- | ----------------- |
| 1  | Spedizione a Uaxuanoc              | Desmond Bagley                  | (The Vivero Letter)          | 1968 | 20 ottobre 1978   |
| 2  | Arriva McCreary                    | Morris West                     | (McCreary Moves In)          | 1975 | 20 novembre 1978  |
| 3  | Il giorno di Chaminuka             | William Rayner                  | (The Day of Chaminuka)       | 1976 | 20 dicembre 1978  |
| 4  | I devastatori                      | Desmond Bagley                  | (The Spoilers)               | 1969 | 20 gennaio 1979   |
| 5  | A est di desolation                | Jack Higgins                    | (East of Desolation)         | 1968 | 20 febbraio 1979  |
| 6  | L'isola dell'aquila                | Antony Trew                     | (Smoke Island)               | 1964 | 20 marzo 1979     |
| 7  | Una vena d'odio                    | Wilbur Smith                    | (Gold Mine)                  | 1970 | 20 aprile 1979    |
| 8  | Un bianco week-end di paura        | Richard Martin Stern            | (Snowbound Six)              | 1977 | 20 maggio 1979    |
| 9  | Nel deserto, i Tuareg              | Desmond Bagley                  | (Flyaway)                    | 1978 | 20 giugno 1979    |
| 10 | Morsa di ghiaccio                  | David Axton (Dean Koontz)       | (Prisoner of Ice)            | 1976 | 20 luglio 1979    |
| 11 | Il tifone nel ventre               | Kevin Klose & Philip A. McCombs | (The Typhoon Shipments)      | 1974 | 20 agosto 1979    |
| 12 | Sulla rotta degli squali           | Wilbur Smith                    | (Eye of the Tiger)           | 1975 | 20 settembre 1979 |
| 13 | Fiume senza ritorno                | Patrick O'Hara                  | (The Wohldorf Shipment)      | 1978 | 20 ottobre 1979   |
| 14 | Uragano su St. Pierre              | Desmond Bagley                  | (Wyatt's Hurricane)          | 1966 | 20 novembre 1979  |
| 15 | All'ombra dei tamarindi            | Antony Trew                     | (Towards the Tamarind Trees) | 1970 | 20 dicembre 1979  |
| 16 | Al largo delle Baleari             | Desmond Lowden                  | (Bandersnatch)               | 1969 | 20 gennaio 1980   |
| 17 | Amazzonia: in viaggio con la morte | Kit Thackeray                   | (Counterflood)               | 1979 | 20 febbraio 1980  |
| 18 | Il richiamo dell'oro               | W.H. Canaway                    | (The Solid Gold Buddha)      | 1979 | 20 marzo 1980     |

### Seconda serie
Con il nome "I libri dell'avventura".
| N. | Titolo                        | Autore                        | Titolo originale           | Anno | Pubblicazione  |
| -- | ----------------------------- | ----------------------------- | -------------------------- | ---- | -------------- |
| 19 | Uno straniero a Fort Farrell  | Desmond Bagley                | (Landslide)                | 1967 | aprile 1980    |
| 20 | Viaggio a Cuzco               | Mary Ruth Myers               | (Journey to Cuzco)         | 1979 | 1980           |
| 21 | Caccia all'uomo               | Siegfried Stander             | (Flight from the Hunter)   | 1977 | 1980           |
| 22 | L'occhio degli dei            | Richard Owen                  | (Eye of the Gods)          | 1978 | 1980           |
| 23 | Esther, Ruth e Jennifer       | Jack Davies                   | (Esther Ruth and Jennifer) | 1979 | 1980           |
| 24 | Lungo viaggio sul fiume verde | Duncan Kyle                   | (Green River High)         | 1979 | 1980           |
| 25 | Partita con la morte          | Warren Adler                  | (Natural Enemies)          | 1980 | 1980           |
| 26 | Stretta mortale               | Michael Maryk & Brent Monahan | (DeathBite)                | 1979 | novembre 1980  |
| 27 | Rotta su Sierra Inyo          | Jack Rowe                     | (Inyo-Sierra Passage)      | 1980 | dicembre 1980  |
| 28 | Leopardo al sole              | Siegfried Stander             | (Leopard in the Sun)       | 1973 | 1981           |
| 29 | Tunnel                        | Hal Friedman                  | (Tunnel)                   | 1979 | febbraio 1981  |
| 30 | Uomini e gorilla              | Colin Willock                 | (Gorilla)                  | 1974 | marzo 1981     |
| 31 | Schiarita nella giungla       | Tom Weil                      | (Clearing in the Jungle)   | 1979 | 1981           |
| 32 | Nel cuore dell'Australia      | Christopher Wood              | (Dead Centre)              | 1980 | 1981           |
| 33 | Ghiaccio verde                | Gerald A. Browne              | (Green Ice)                | 1978 | giugno 1981    |
| 34 | La febbre del mare            | Antony Trew                   | (Sea Fever)                | 1980 | 1981           |
| 35 | Africana                      | William Harrison              | (Africana)                 | 1977 | agosto 1981    |
| 36 | Senza scelta                  | Ian MacAlister                | (Driscoll's Diamonds)      | 1973 | settembre 1981 |
| 37 | Costa verde                   | Richard Owen                  | (Nightmare)                | 1979 | dicembre 1981  |
| 38 | Le vette di Rimring           | Duff Hart-Davis               | (The Heights of Rimring)   | 1980 | febbraio 1982  |